# Giorgio Morniroli

Giorgio Morniroli

Giorgio Morniroli (Berna, 20 gennaio 1936 – Locarno, 20 luglio 2017) è stato un politico e chirurgo svizzero, pioniere della neurochirurgia in Canton Ticino.

## Biografia
Nato a Berna e di professione neurochirurgo, all'inizio della sua carriera si occupava di neurologia, di esami invasivi come radiculo e mielografie, pneumo-encefalografie, angiografie carotidee con punzione prima dell'arrivo della TAC all'Ospedale Italiano di Lugano all'inizio degli anni '80. Nel 1991 è entrato nella Lega dei Ticinesi e dal 1991 al 1995 è stato l'unico membro della Lega al Consiglio degli Stati. È stato presidente dell'associazione antiproibizionista medica svizzera, Medici svizzeri contro la droga, e ha fatto parte della LiUM (Libera Accademia di Scienze Umane e Neuroscienze). Per 15 anni presidente dell'Ordine dei medici del Canton Ticino (OMCT), ha vissuto a Minusio sino alla sua morte..